# Fannia trichopoda
Fannia trichopoda är en tvåvingeart som först beskrevs av Blanchard 1942.  Fannia trichopoda ingår i släktet Fannia och familjen takdansflugor. Inga underarter finns listade i Catalogue of Life.